# Emiko
Emiko (jap. えみこ, エミコ) – żeńskie imię japońskie.

## Możliwa pisownia
Emiko można zapisać, używając wielu różnych znaków kanji i może znaczyć m.in.:
- 恵美子, „błogosławieństwo, piękno, dziecko”[1]
- 恵見子, „błogosławieństwo, spojrzenie, dziecko”
- 英美子

## Znane osoby
- Emiko Miyamoto (恵美子), japońska siatkarka
- Emiko Okagawa (恵美子), japońska tenisistka
- Emiko Shiratori (英美子), japońska piosenkarka
- Emiko Torito, amerykańska narciarka

## Fikcyjne postacie
- Emiko Kanno (江美子), postać z mangi i anime Fancy Lala
- Emiko Niwa (笑子), postać z mangi i anime D.N.Angel